# ديفيد هوارد (مصور)
ديفيد هوارد (بالإنجليزية: David Howard)‏ هو مصور أمريكي، ولد في 25 يناير 1952 في بروكلين في الولايات المتحدة.